# Обервинклер, Франц
Франц Оберви́нклер (нем. Franz Oberwinkler, 22 мая 1939 — 15 марта 2018) — немецкий миколог, директор Тюбингенского ботанического сада.

## Биография
Родился в Бад-Райхенхалле 22 мая 1939 года. Учился в Мюнхенском университете под руководством Йозефа Пёльта и Германа Мерксмюллера, затем работал ассистентом в Тюбингенском университете. С 1967 года — ассистент в Институте ботаники Мюнхенского университета, в 1972 году прошёл хабилитацию.
В 1968—1969 годах — в Лесном латиноамериканском институте в Мериде (Венесуэла).
До 1974 года читал лекции в Мюнхенском университете в звании приват-доцента, затем в течение длительного времени (до 2008 года) был директором Тюбингенского ботанического сада.
В 2002 году Обервинклер основал журнал Mycological Progress, до 2016 года работал его главным редактором. В 2010 году награждён медалью де Бари Международной микологической ассоциации. Автор свыше 500 публикаций.
Скончался 15 марта 2018 года.

## Некоторые публикации
- Oberwinkler F. The Significance of the Morphology of the Basidium in the Phylogeny of Basidiomycetes // Basidium and Basidiocarp. — 1982. — P. 9—35.
- Bauer R., Oberwinkler F., Vánky K. Ultrastructural markers and systematics in smut fungi and allied taxa. — Canadian Journal of Botany. — 1997. — Vol. 75, no. 8. — P. 1273—1314.
- Oberwinkler F., Riess K., Bauer R., Selosse M.-A., Weiß M., Garnica S., Zuccaro A. Enigmatic Sebacinales. — Mycological Progress. — 2013. — Vol. 12, no. 1. — P. 1—27.

## Роды, названные именем Ф. Обервинклера
- Oberwinkleria Vánky & R.Bauer, 1995
- Oberwinklerozyma Q.M.Wang et al., 2015